# U Rudolfina
Az U Rudolfina (A Rudolfinumnál) vendéglő és söröző Prága Óvárosában, a Keresztesek utcájában (Křižovnické ulice 60/10). Nevét a tőle mintegy 100 méterre, a Jan Palach téren álló Rudolfinumról kapta.

## Felépítése, berendezése
Nagy, klasszikus elrendezésű ivó: a földszinten van a söntés és a söröző; a pincét inkább az étkező vendégek használják. A vendégek a zöld abrosszal leterített, sötétbarna asztalok mellett sötétbarna lócákon foglalhatnak helyet. A falakat régi rajzok és festmények díszítik, egy vitrinben ódon üvegtárgyakat szemlélhetünk meg.

## Étel- és italválaszték
Az ételek között az cseh konyha több specialitását is megtaláljuk; közülük az ezredfordulón még megvolt áfonyás specialitások a 2020-as évek közepére sajnos, eltűntek. Az étlap hagyományosan csak csehül olvasható.
Az ezredfordulón Pilsner Urquell (Plzeňský Prazdroj) sört mértek.

## Nyitvatartás
Nyitva:
- hétfő–péntek 11:00 – 24:00,
- hétvégén — 12:00 – 24:00;[3]
- konyha 14:00-tól.

Zene nincs. A közönség vegyes, a hangulat jó.